# بايندر (مدمرة حربية)
مدمرة بايندر: هي سفينة حربية قاذفة للصواريخ تابعة للبحرية الإيرانية تحمل إسم غلام علي باياندر، أُطلقت في عام 1963م. وتم تكليفها بالأسطول الجنوبي في عام 1964م، وتم نقلها إلى جمهورية إيران من قِبَل الولايات المتحدة بموجب برنامج المساعدة المتبادلة في ذلك الوقت. شاركت المدمرة الإيرانية بحرب الخليج الأولى. وخضعت لعمليات التجديد والتطوير عام 1970م و 1978م و 2011م. وقد كان آخر عملية تحديث خضعت لها عام 2019م. 

## التأريخ
تم إنشاء المدمرة الحربية بايندر من قِبَل شركة ليفينغستون لبناء السفن في الولايات المتحدة الأمريكية 20 أغسطس عام 1962م، وانطلقت في 7 يوليو عام 1963م، وتم تكليفها في 15 مايو 1964م. أثناء الحرب العراقية الإيرانية (1980–1988)، كان موطنها في قاعدة بوشهر البحرية مع مجموعة من السفن الإيرانية الأخرى. في 13 أكتوبر عام 1996م، اصطدمت المدمرة بايندر بالطراد الأمريكي يو إس إس جيتيسبيرغ (CG-64) في شمال الخليج العربي، ولكن لم تتعرض أي من السفينتين لأضرار جسيمة. في الإنتشار الحادي عشر لجمهورية إيران منذ عام 2009م، غادرت بايندر موطنها في 29 ديسمبر 2010م متوجهة إلى خليج عدن، وعادت في 29 يناير 2011م بعد 31 يوماً. ابتداءً من عام 2011م، خضعت لعملية تجديد كبيرة تم الإنتهاء منها في 11 يونيو 2013م، حيث تم تركيب مدفع جديد إيراني الصنع (فجر 27) عيار 76 ملم. وقاذفات صواريخ نور البحرية الإيرانية المشهور.

## الانضمام إلى البحرية الإيرانية
في يوم السبت 7 ديسمبر 2019م، أعلنت جمهورية إيران انضمام المدمرة بايندر المزودة بأحدث التقنيات إلى أسطول القوات البحرية الإيرانية بعد إتمام عملية تحديثها وتطويرها، وذلك في المنطقة البحرية الثالثة (نبوت). وجرت هذه المراسم بحضور المساعد التنسيقي لقائد الجيش الإيراني الأميرال حبيب الله سياري، وقائد القوة البحرية للجيش حسين خانزادي، في المنطقة البحرية الثالثة نبوت.

## المواصفات
تتصف المدمرة الحربية بايندر، وهي مدمرة قاذفة للصواريخ تابعة للبحرية الإيرانية بطولها البالغ 84 متر (276 قدماً)، وعرضها يبلغ 10.1 متر (33 قدماً)، وبإزاحة تبلغ 914 طن قياسي، وبحمولة كاملة تبلغ 1,153 طن. اما سرعتها فتصل إلى 20 عقدة (37 كيلومتر/ ساعة).

## التسليح
بعد عمليات التحديث والتطوير التي أُجريَت على مدمرة بايندر القاذفة للصواريخ وخاصةً عملية التجديد التي أُجريَت عليها والتي بدأت من عام 2011م وانتهت عام 2013م، تم تزويدها بمدافع رشاشة حديثة إيرانية الصنع، بالإضافة إلى صواريخ نور البحرية الإيرانية المشهورة. كما تم تزويدها بمجموعة مختلفة من الصواريخ والمدافع والرادارات:
- منظومات الصواريخ إيرانية الصنع وبمديات مختلفة.
- تنصيب مدافع أرض-أرض وأرض-جو مزدوجة الغرض تم تصنيعها من قِبَل الصناعات الإيرانية ووزارة الدفاع الإيرانية من عيار 76 مليمتر، و40 مليمتر.[14][15]
- بعد تحديثها عام 2011م، تم تزويدها بنظام جديد للتحكم في الحرائق، بينما تم إصلاح محركاتها ومبادلاتها الحرارية وأنظمة الوقود والزيت.[16] وتحديث جميع قدرات الحرب الإلكترونية، والإتصالات، وأنظمة إدارة المعركة.[17]
- تزويد المدمرة بصواريخ كروز نور البحرية الإيرانية، وصاروخ نور البحري.[18]

- تنصيب مدفع فجر إيراني الصنع. فقد تم تنصيب مدفع فجر-27 عيار 76 ملم على البارجة خنجر.

## إعادة تأهيل المدمرة
في يوم الثلاثاء11 يونيو 2013م، تم إعادة إدخال المدمرة بايندرإلى الخدمة ضمن الأسطول البحري الإيراني بعد خضوعها وعلى مدار ثلاث سنوات إلى إعادة تأهيل وصيانة عامة. حيث بدأت عمليات التحديث الشاملة من عام 2011م وانتهت عام 2013م. وجرت هذه المراسم بحضور القائد العام للجيش الإيراني اللواء عطاء الله صالحي، وقائد القوة البحرية الأميرال حبيب الله سياري. وخضعت المدمرة إلى صيانة شاملة بالإضافة إلى تركيب أنظمة تحكم إطلاق النيران ومدفع طراز 76 مليمتر ومدفع طراز 40 مليمتر. فضلاً عن تركيب منظومة صواريخ  نور البحرية، وتوحيد منظومات اطلاق النيران مع منظومات السلاح بهدف رفع مستوى قوة الردع فيها. وشاركت المدمرة بايندر في الحرب العراقية الإيرانية، حيث اشتبكت مع القوات العراقية إبان حرب الثمان سنوات. بالإضافة إلى التواجد في جزيرة خارك بالخليج العربي من أجل الحفاظ على المصالح الحيوية الإيرانية.

## سجل الخدمة
2014م
بعد عمليات التحديث والتطوير التي خضعت لها مدمرة بايندر، تعاونت مع سفينة إيرانية تحمل الرقم (421) باعتبارها المجموعة البحرية الحادية والثلاثين، للقيام بعملية مكافحة القرصنة في مناطق بعيدة مثل باب المندب. استغرق النشر 120 يوماً، من 16 يوليو إلى 13 نوفمبر 2014م. وأنقذت السفينتان، ست سفن تجارية من القراصنة الصوماليين، بما في ذلك سفينة حاويات صينية في 14 سبتمبر 2014م.
2018م
في يوم الثلاثاء 30 كانون الثان/ يناير 2018م، أبحرت مجموعة السفن الحربية الخمسين التابعة لبحرية الجيش الإيراني والتي تضم مدمرتين إلى المياه الدولية. وأفادت وكالة تسنيم الدولية للأنباء أن مجموعة السفن الحربية الخمسين التابعة لبحرية الجيش الإيراني أبحرت، صباح اليوم الثلاثاء، الى المياه الدولية من أجل تنفيذ المهام المنوطة بها. وتتألف مجموعة السفن الحربية من المدمرة نقدي، والمدمرة بايندر، وفرقاطة طنب للدعم العسكري.  وقد رست المدمرة الحربية الإيرانية بايندر مع شقيقتها الشهيد نقدي والسفينة البرمائية طنب (513) التابعة للمجموعة البحرية الخمسين، في كولومبو، سريلانكا ومومباي بالهند خلال مهمة أخرى متعددة الأغراض لمكافحة القرصنة والتدريب. بدأ نشر هذه المجموعة البحرية الإيرانية في 30 يناير 2018م وانتهى في 17 مارس 2018م.
2019م
أرسلت جمهورية إيران يوم الأربعاء 22 مايو 2019م، مدمرة وبارجتين وقطعاً من أسطولها الحربي الـ 62 لمياه الخليج العربي. وقالت وكالة أنباء فارس إن الجيش الإيراني أرسل قطعاً من الأسطول الحربي رقم 62 إلى المياه الدولية، موضحةً أن الأسطول مكون من المدمرة بايندر والبارجة بوشهر والبارجة لاوان. وتشهد منطقة الخليج العربي توتراً كبيراً بسبب التصعيد الحاد بين جمهورية إيران من جهة والولايات المتحدة الأمريكية وحلفائها من جهة أخرى.
2020م
غادرت المدمرة بايندر برفقة السفينة الحربية الإيرانية خرج (431) التابعة للأسطول الإيراني، في 30 يناير 2020م في رحلة لعبور مضيق ملقا. وهو ممر مائي يقع في جنوب شرق آسيا بين شبه جزيرة ماليزيا وجزيرة سومطرة الأندونيسية. ورست السفينتان التابعتان للمجموعة البحرية رقم 66 في ميناء تانجونج بريوك في الفترة من 25 إلى 28 فبراير للاحتفال بالذكرى السبعين للعلاقات الإندونيسية الإيرانية.

## مشاركة المدمرة في المناورات البحرية بين روسيا والصين وإيران
شاركت المدمرة بايندر ومدمرة سهند وجماران والسفينتان الحربيتان بهركان ونايبند وسفن الصواريخ زره وسيرجان ودلوار وكذلك سفينة الشهيد ناظري الحربية وسفينة الشهيد محمودي والزوارق السريعة الإيرانية بالمناورات المركبة للأمن البحري عام 2023م بين جمهورية إيران والصين وروسيا. بالإضافة إلى المجموعة البحرية الصينية التي ضمت مدمرة نانينغ، والمجموعة البحرية الروسية التي ضمت سفينة الأدميرال غروشكوف الحربية وسفينة الإسناد كاما. وقال المتحدث بإسم المناورات الأدميرال مصطفى تاج الديني "قد إنتهت هذه المناورات باستعراض كافة الوحدات المشاركة فيها من أمام مدمرة جماران الإيرانية". وكانت هذه المناورات قد بدأت قبل أيام بمشاركة السفن الحربية الإيرانية والصينية والروسية وكذلك بمشاركة دول باكستان وكازاخستان بصفة مراقب، وقد جرت في منطقة شمال المحيط الهندي وبحر عمان.

## احتجاز ناقلة نفط في خليج عمان
في يوم الخميس 27 أبريل عام 2023م، أكدت جمهورية إيران احتجاز ناقلة نفط في خليج عمان ترفع علم جزر مارشال وكانت متجهة نحو الولايات المتحدة الأمريكية، قائلةً إنها اصطدمت بسفينة إيرانية ما أدى الى فقدان إثنين من طاقمها وإصابة آخرين، بينما طالبت واشنطن بالإفراج عنها فوراً. وكان الأسطول الأميركي الخامس الذي يتخذ من البحرين مقراً، أعلن بدايةً عن احتجاز السفينة من قِبَل الحرس الثوري الإيراني، مشيراً إلى أنها كانت تبحر قرب مضيق هرمز. وأكدت إيران بعد ذلك احتجاز السفينة عن طريق القوات البحرية للجيش الإيراني. وقال الجيش الإيراني في بيان "في أعقاب اصطدام سفينة مجهولة بسفينة إيرانية في مياه الخليج العربي، ما أدى إلى فقدان إثنين من طاقم السفينة وإصابة آخرين، تم اعتراض السفينة المجهولة في بحر عمان وتحديدها واحتجازها". وأضاف الجيش «خلال هذه العملية، احتجزت المدمرة بايندر التابعة لبحرية الجيش، بأمر من المحكمة، السفينة المخالفة التي كانت تهم بالفرار وهي ترفع علم جزر مارشال، واقتادتها إلى المياه الساحلية للجمهورية الإسلامية الإيرانية». وكان الأسطول الخامس الأمريكي أفاد في بيان أنه «في 27 أبريل حوالي الساعة 1:15 بعد الظهر بالتوقيت المحلي، احتجز الحرس الثوري الإيراني ناقلة النفط (Advantage Sweet) التي ترفع علم جزر مارشال أثناء عبورها في المياه الدولية في خليج عمان». إلا أنه عاد وأكد في وقت لاحق أن «البحرية الإيرانية هي التي نفذت عملية الاحتجاز» وليس الحرس الثوري. ورأى الأسطول الخامس أن «على الحكومة الإيرانية أن تفرج فوراً» عن ناقلة النفط، معتبراً أن «المضايقات الإيرانية المستمرة للسفن والتدخل في حقوق الملاحة في المياه الإقليمية تشكل تهديداً للأمن البحري والاقتصاد العالمي». وبحسب موقع (مارين ترافيك) المتخصص في رصد حركة الملاحة البحرية، ظهرت السفينة المملوكة لشركة (Advantage Tankers) ومقرها سويسرا، لآخر مرة قبالة سواحل عمان. وكانت قد غادرت الكويت متوجهة إلى هيوستن في الولايات المتحدة الأمريكية.

## معرض الصور

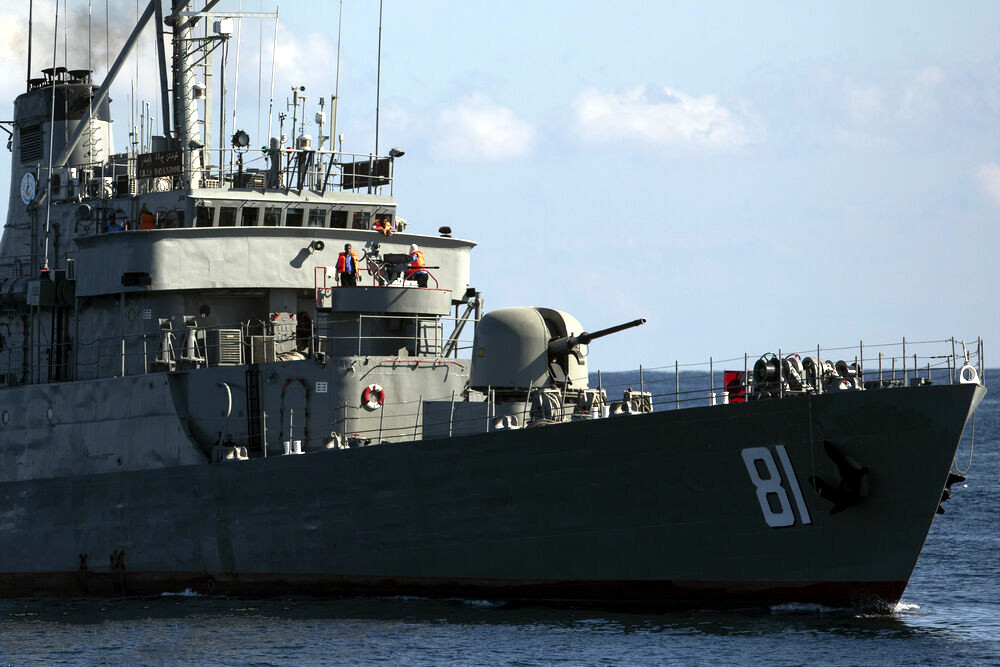
مدمرة بايندر عام 2019م، خلال مناورات الحزام البحري الأمني بين إيران وروسيا والصين
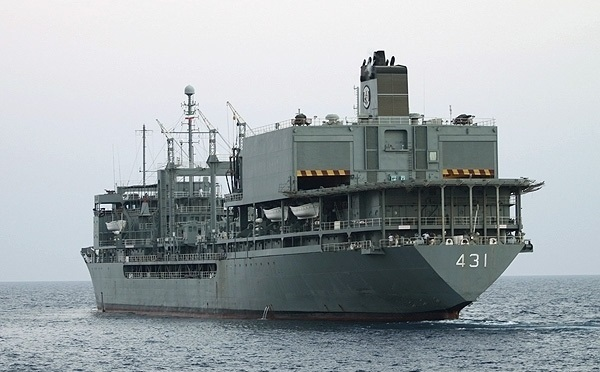
سفينة خرج التي غادرت برفقة المدمرة بايندر عام 2020م لعبور مضيق ملقا
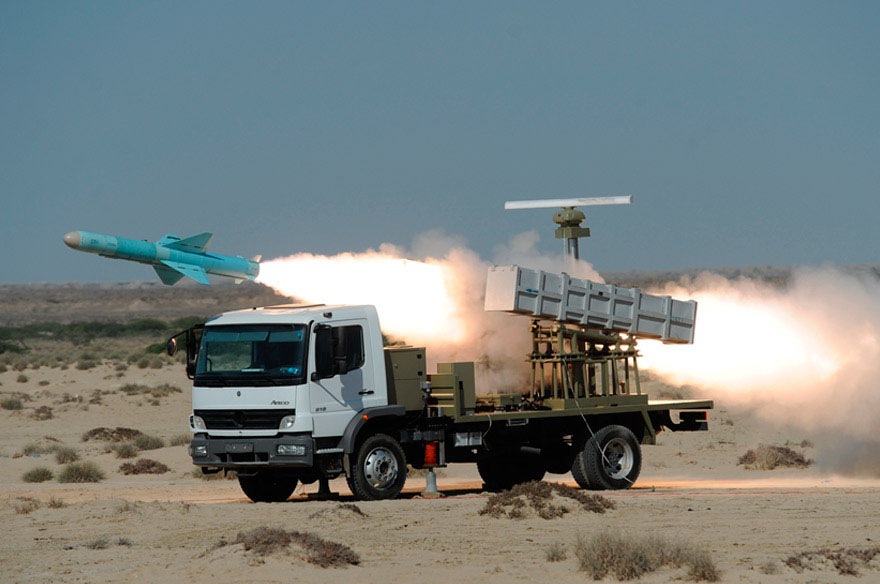
صاروخ كروز نور البحري إيراني الصنع العامل بالوقود الصلب، والذي تم تنصيبه على البارجة المدمرة بايندر
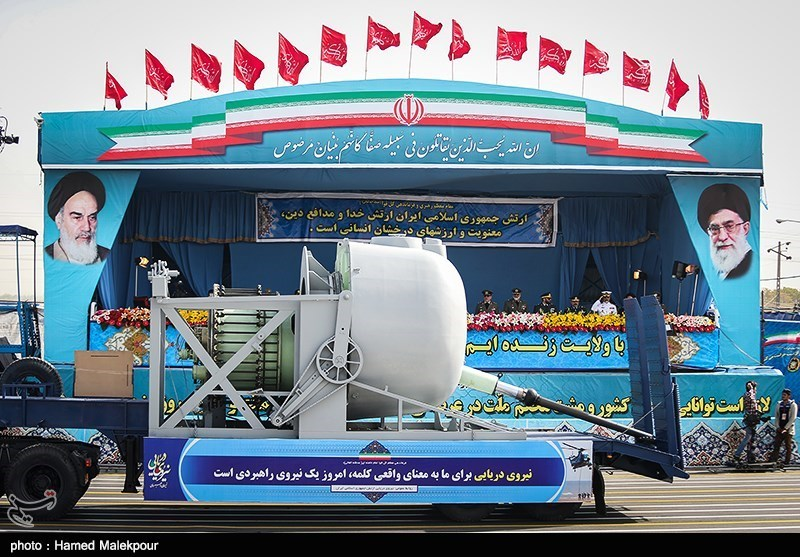
مدفع فجر-27 الإيراني

## مواضيع ذات صلة
- معدات القوات المسلحة الإيرانية
- دماوند (فرقاطة)
- فرقاطة نوع ألوند